# Џефри Томас (глумац)
Џефри Томас (енгл. Jeffrey Thomas) је велшко-новозеландски глумац, писац и сценариста.

## Биографија
Џефри Томас је рођен у малом граду Ланелиу. Његов матерњи језик је велшки, а енглески је научио тек када је кренуо у школу. Још као мали интерсовао се за уметност. Са 17 година напушта школу, али упркос томе успева да заврши колеџ у Ливерпулу где је завршио келтске студије и енглеску књижевност. У то време почео је да се интересује за драму, и тад је почео да пише своја прва дела. Почетком 70-их у Оксфорду је упознао своју будућу жену која је са Новог Зеланда. Убрзо је оженио, и са њом отишао у Аустралију где су живели до 1976. када одлази на Нови Зеланд где стиче глумачко искуство, и постаје професионални глумац 1979. Сарађивао је са Питером Џексоном у два његова филма.

## Изабрана филмографија
| Улоге Џефрија Томаса |                             |                                                          |       |          |
| Година               | Српски назив                | Изворни назив                                            | Улога | Напомена |
| 2012.                | Хобит: Неочекивано путовање |                                                          |       |          |
| 2011.                | Спартак: Богови арене       |                                                          |       |          |
| 2008.                |                             |                                                          |       |          |
| 2001.                |                             |                                                          |       |          |
|                      |                             | Херакле (1998−1999) - Зина: Принцеза ратница (1995−2001) |       |          |
| 1995.                | Заборављено сребро          |                                                          |       |          |
| 1992.                | Улица Шортланд              |                                                          |       |          |
| 1989−1991            | Ајкула у парку              |                                                          |       |          |